# قصر كاثرين
قصر كاثرين (بالروسية: Екатерининский дворец) هو قصر روكوكو يقع في تساركوي سيلو وألتي تبعد 30 كلم جنوب سانت بطرسبرغ في روسيا، بني في سنة 1712 بأمر من الإمبراطورة الروسية كاثرين الأولى، وقد كان يعتبر القصر الصيفي للقياصرة الروس وأما اليوم هي متحف معروض للسواح.